# Brabham BT45
O  BT45/BT45B  é o modelo da Brabham das temporadas de 1976, 1977 e 1978 da Fórmula 1. Foi guiado por: Carlos Reutemann, José Carlos Pace, Rolf Stommelen, Larry Perkins, John Watson, Hans-Joachim Stuck, Giorgio Francia e Niki Lauda.

## Resultados[1][2][3]
(legenda) (em negrito indica pole position e itálico volta mais rápida)
| Ano  | Chassi | Motor                 | N° | Pilotos            | 1     | 2     | 3     | 4     | 5     | 6     | 7     | 8    | 9     | 10    | 11    | 12    | 13    | 14    | 15    | 16    | 17    | Pontos   | Posição |  |
| ---- | ------ | --------------------- | -- | ------------------ | ----- | ----- | ----- | ----- | ----- | ----- | ----- | ---- | ----- | ----- | ----- | ----- | ----- | ----- | ----- | ----- | ----- | -------- | ------- |  |
|      |        |                       |    |                    |       |       |       |       |       |       |       |      |       |       |       |       |       |       |       |       |       |          |         |  |
|      |        |                       |    |                    | BRA   | RSA   | USW   | ESP   | BEL   | MON   | SWE   | FRA  | GBR   | GER   | AUT   | NED   | ITA   | CAN   | USA   | JPN   |       |          |         |  |
| 1976 | BT45   | Alfa Romeo 115-12 F12 | 7  | Carlos Reutemann   | 12 G  | Ret G | Ret G | 4 G   | Ret G | Ret G | Ret G | 11 G | Ret G | Ret G | Ret G | Ret G |       |       |       |       |       | 9        | 9°      |  |
| 1976 | BT45   | Alfa Romeo 115-12 F12 | 7  | Rolf Stommelen     |       |       |       |       |       |       |       |      |       |       |       |       | Ret G |       |       |       |       | 9        | 9°      |  |
| 1976 | BT45   | Alfa Romeo 115-12 F12 | 7  | Larry Perkins      |       |       |       |       |       |       |       |      |       |       |       |       |       | 17 G  | Ret G | Ret G |       | 9        | 9°      |  |
| 1976 | BT45   | Alfa Romeo 115-12 F12 | 8  | José Carlos Pace   | 10 G  | Ret G | 9 G   | 6 G   | Ret G | 9 G   | 8 G   | 4 G  | 8 G   | 4 G   | Ret G | Ret G | Ret G | 7 G   | Ret G | Ret G |       | 9        | 9°      |  |
| 1976 | BT45   | Alfa Romeo 115-12 F12 | 77 | Rolf Stommelen     |       |       |       |       |       |       |       |      |       | 6 G   |       |       |       |       |       |       |       | 9        | 9°      |  |
|      |        |                       |    |                    |       |       |       |       |       |       |       |      |       |       |       |       |       |       |       |       |       |          |         |  |
|      |        |                       |    |                    | ARG   | BRA   | RSA   | USW   | ESP   | MON   | BEL   | SWE  | FRA   | GBR   | GER   | AUT   | NED   | ITA   | USA   | CAN   | JPN   |          |         |  |
| 1977 | BT45   | Alfa Romeo 115-12 F12 | 7  | John Watson        | Ret G | Ret G | 6 G   |       |       |       |       |      |       |       |       |       |       |       |       |       |       | 27       | 5°      |  |
| 1977 | BT45   | Alfa Romeo 115-12 F12 | 8  | José Carlos Pace   | 2 G   | Ret G |       |       |       |       |       |      |       |       |       |       |       |       |       |       |       | 27       | 5°      |  |
| 1977 | BT45B  | Alfa Romeo 115-12 F12 | 7  | John Watson        |       |       |       | DSQ G | Ret G | Ret G | Ret G | 5 G  | 2 G   | Ret G | Ret G | 8 G   | Ret G | Ret G | 12 G  | Ret G | Ret G | 27       | 5°      |  |
| 1977 | BT45B  | Alfa Romeo 115-12 F12 | 8  | José Carlos Pace   |       |       | 13 G  |       |       |       |       |      |       |       |       |       |       |       |       |       |       | 27       | 5°      |  |
| 1977 | BT45B  | Alfa Romeo 115-12 F12 | 8  | Hans-Joachim Stuck |       |       |       | Ret G | 6 G   | Ret G | 6 G   | 10 G | Ret G | 5 G   | 3 G   | 3 G   | 7 G   | Ret G | Ret G | Ret G | 7 G   | 27       | 5°      |  |
| 1977 | BT45B  | Alfa Romeo 115-12 F12 | 21 | Giorgio Francia    |       |       |       |       |       |       |       |      |       |       |       |       |       | NQ G  |       |       |       | 27       | 5°      |  |
|      |        |                       |    |                    |       |       |       |       |       |       |       |      |       |       |       |       |       |       |       |       |       |          |         |  |
|      |        |                       |    |                    | ARG   | BRA   | RSA   | USW   | MON   | BEL   | ESP   | SWE  | FRA   | GBR   | GER   | AUT   | NED   | ITA   | USA   | CAN   |       |          |         |  |
| 1978 | BT45C  | Alfa Romeo 115-12 F12 | 1  | Niki Lauda         | 2 G   | 3 G   |       |       |       |       |       |      |       |       |       |       |       |       |       |       |       | 101 (53) | 3º      |  |
| 1978 | BT45C  | Alfa Romeo 115-12 F12 | 2  | John Watson        | Ret G | 8 G   |       |       |       |       |       |      |       |       |       |       |       |       |       |       |       | 101 (53) | 3º      |  |

↑1  Lauda marcou 34 pontos e Watson 9 num total de 43 pontos com o Brabham BT46.